# Florentino Alcañiz García
Florentino Alcañiz García (Torrubia del Castillo, 14 de marzo de 1893-Lima, 13 de agosto de 1981) fue un sacerdote jesuita español, misionero en el Perú y fundador de tres congregaciones religiosas, las Misioneras Hijas del Corazón de Jesús, las Celadoras del Sagrado Corazón y los Cartujos del Padre Celestial.

## Biografía
Florentino Alcañiz García nació en Torrubia del Castillo, provincia de Cuenca (España), el 14 de marzo de 1893, en el seno de una familia campesina. Desde niño sintió el deseo de abrazar la vida contemplativa, en la Orden de los Cartujos. Sin embargo, al conocerla Compañía de Jesús, ingresó al noviciado jesuita de Granada. Sus superiores lo enviaron a Roma, donde se doctoró en Filosofía por la Pontificia Universidad Gregoriana. Ordenado sacerdote, se dedicó a la enseñanza en primero en Granada, y luego, a cauda de la expulsión de los jesuitas de España, en 1932, en Cerdeña y Bélgica.
La espiritualidad de Alcañiz estaba muy ligada a la devoción del Sagrado Corazón de Jesús, al que le dedicó muchas letras, especialmente un libro, La Devoción al Corazón de Jesús, que según la crítica católica, es una de las mejores exposiciones históricas y ascéticas que se haya escrito en español sobre el tema.
Cuando terminó la guerra en España, regresó a Granada, y fue profesor de la Facultad de Teología. Allí conoció a Carmen Méndez, con quien fundó la congregación de las Misioneras Hijas del Corazón de Jesús, en 1942. Contribuyó en la obra de Amadora Gómez, para la fundación de la Congregación de las Celadoras del Reinado del Corazón de Jesús, en 1949. Ese mismo año fue enviado por sus superiores como misionero a Perú, donde se dedicó a la propagación del culto del Corazón de Jesús en Lima, como predicador, fue invitado a dirigir conferencias y sermones a lo largo y ancho del país, y fuera de él, llegando incluso a Colombia, Ecuador y Bolivia. Además, aprovechó la estancia en la nación latinoamericana para establecer las congregaciones por él fundadas.
A causa de un accidente que le impidió continuar con su obra apostólica, sus superiores lo destinaron al Colegio de la Inmaculada de Monterrico en Lima. Durante ese tiempo fundó la Congregación de los Cartujos del Padre Celestial. Sus últimos días los pasó en la Parroquia de Nuestra Señora de Fátima en Miraflores, donde murió el 13 de agosto de 1981. Su cuerpo descansa en el cementerio de la casa jesuita de ejercicios espirituales en la Villa Kostka en Huachipa.